# Flashdance
Flashdance – film muzyczny z 1983 roku w reżyserii Adriana Lyne’a, produkcji amerykańskiej.

## Fabuła
Osiemnastoletnia Alex pracuje w hucie w Pittsburghu jako spawaczka. W nocy dorabia jako tancerka w barze. Jej życie kształtuje wielkie marzenie – zostać zawodową tancerką. W tym dążeniu umacnia ją przyjaciółka Hanna. Historia ta stanowi ramy dla scen tanecznych, zrealizowanych z punktu widzenia choreografii, techniki tańca i montażu.

## Obsada
- Jennifer Beals – Alex Owens
- Michael Nouri – Nick Hurley
- Lilia Skala – Hanna Long
- Sunny Johnson – Jeanie Szabo
- Kyle T. Heffner – Richie
- Lee Ving – Johnny C.
- Ron Karabatsos – Jake Mawby
- Belinda Bauer – Katie Hurley
- Malcolm Danare – Cecil
- Philip Bruns – Frank Szabo
- Cynthia Rhodes – Tina Tech
- Matt Landers – Zawodowiec Mawby'ego
- Jim McCardle – Ice Rink official #1
- Darren Roy – Mawby's regular
- Liz Sagal – Sunny
- Ernie Tate – Ice Rink official #2
- Don Brockett – Pete
- Stacey Pickren – Margo
- David DiManna – Welder #2
- Erika Leslie – Blonde skater
- Deirdre L.Cowden – Striptizerka #2
- Larry John Meyers – Welder #1
- Mark Anthony Moschello – Tancerz #2
- Debra Gordon – Tancerka
- Durga McBroom – Heels
- Helen Dexter – Tancerz #1
- Prince Ken Swift – Książę Ken Swift
- Robert Wuhl – Mawby's regular
- Lucy Lee Flippin – Sekretarka
- Mr. Freeze – Pan Freeze
- Bettina Birnbaum – Striptizerka #1
- Crazy Legs – Crazy Legs
- Micole Mercurio – Rosemary Szabro
- Frosty Freeze – Frosty Freeze
- Steve Price – Mawby's regular
- Richard Fritz – Tancerz baletowy
- Bob Harks – Ksiądz
- Ann Muffly – Kobieta u Hanny Long
- Mike Berro – Sędzia oceniający tancerzy #5
- Marjean Dennis – Kobieta w restauracji
- Colin Hamilton – Maitre D'
- Tonny De Santis – Kelner #2
- Monique Gabrielle – Striptizerka
- Frank Tomasello – Harry
- Hank Crowell – Racquetball player
- Evette de Marco – Baletnica

## Nagrody
- Oscar 1983: najlepsza piosenka („Flashdance...What a Feeling” wyk. Irene Cara) – Giorgio Moroder (muzyka), Keith Forsey (słowa), Irene Cara (słowa).
- Nagroda Brytyjskiej Akademii Filmowej 1983: najlepszy montaż – Bud Smith, Walt Mulconery.
- Złoty Glob 1983: najlepsza muzyka – Giorgio Moroder.
- Złoty Glob 1983: najlepsza piosenka („Flashdance...What a Feeling” wyk. Irene Cara) – Giorgio Moroder (muzyka), Keith Forsey (słowa), Irene Cara (słowa).
- Grammy 1984: najlepsza ścieżka dźwiękowa[1].

## Produkcja i odbiór
Pierwotny scenariusz został napisany przez Thomasa Hedleya, lecz z inicjatywy Dona Simpsona z wytwórni Paramount Pictures, został przepisany na nowo przez Joe Eszterhasa, który wynegocjował za poprawienie scenariusza niespotykaną wówczas pełną stawkę za scenariusz 275 tysięcy dolarów. Do głównej roli rozważano Demi Moore, Leslie Wing i modelkę Jennifer Beals, która ostatecznie otrzymała rolę po zdjęciach próbnych. Według autobiografii Eszterhasa, została ona wybrana po pokazaniu zdjęć próbnych grupie męskich pracowników technicznych wytwórni Paramount. Film, którego pomysł oparty był na klubach z tańcem erotycznym z Toronto, był kręcony w Pittsburghu.
Odbiór filmu przez krytyków był nieprzychylny, a podczas pierwszego weekendu zarobił on stosunkowo niewielką sumę 3,8 miliona dolarów. Okazał się jednak następnie popularny wśród widzów i wyświetlany był w kinach w USA przez 8 miesięcy, a zarobił na świecie ponad 400 milionów dolarów.

## Lista utworów
| #   | Tytuł                           | Artysta          |
| --- | ------------------------------- | ---------------- |
| 1.  | Flashdance... What a Feeling    | Irene Cara       |
| 2.  | He's a Dream                    | Shandi           |
| 3.  | Love Theme from „Flashdance”    | Helen St. John   |
| 4.  | Manhunt                         | Karen Kamon      |
| 5.  | Lady, Lady, Lady                | Joe Esposito     |
| 6.  | Imagination                     | Laura Branigan   |
| 7.  | Romeo                           | Donna Summer     |
| 8.  | Seduce Me Tonight               | Cycle V          |
| 9.  | I'll Be Here Where the Heart Is | Kim Carnes       |
| 10. | Maniac                          | Michael Sembello |

W filmie możemy usłyszeć także kilka nagrań, które nie zostały umieszczone na oficjalnym soundtracku. Są to „Gloria” w wykonaniu Laury Branigan, „I Love Rock and Roll” Joan Jett and the Blackhearts oraz „Adagio in G Minor” Tommaso Albinoni.
Oficjalna płyta z muzyką z filmu została wydana 15 kwietnia 1983 przez Casablanca Records. Poza tym wydano również singiel „Flashdance... What a Feeling”, również w 1983 r. Utwór zajmował pierwsze miejsce w większości list przebojów na świecie.